# Yukio Imanaka
Yukio Imanaka (jap. 今仲 幸雄, Imanaka Yukio; * 1949 in Narita, Präfektur Chiba) ist ein Sänger klassischer geistlicher Musik sowie von Evangeliumsliedern und Neuen Geistlichen Liedern in der Stimmlage Bariton.

## Leben
Aufgewachsen in einem buddhistischen familiären Umfeld, kam Imanaka in Kontakt mit dem Christentum, als er in Vorbereitung auf ein Gesangsstudium an der Kunsthochschule in eine christliche Musikschule in Yokohama kam. Während seiner Zeit hier entschied er sich für eine Bekehrung zum christlichen Glauben. Nach erfolgreichem Studium, zog Imanaka 1976 nach Deutschland um seine Ausbildung an der Musikhochschule Detmold fortzusetzen und wurde hier einige Jahre später selbst als Dozent tätig. 1980 gewann er den 1. Preis des Internationalen Bachwettbewerbs in Leipzig.
In der christlichen Musikszene wurde Imanaka bekannt, als Gerhard Schnitter, damals Leiter der Musikabteilung des Evangeliums-Rundfunks ihn 1983 als Solist für sein Chorkonzept Du bist unsre Zuversicht, in dem er eigene neue Jugendchorlieder mit dem ERF Studiochor vorstellte, engagierte. Im gleichen Jahr lud die leitende Musikproduzentin im Verlag Schulte & Gerth, Margret Birkenfeld, ihn für ihr Konzept Stern, auf den ich schaue in den Wetzlarer Studiochor ein und ließ ihn wiederum Soli singen. 1986 produzierte Gerhard Schnitter schließlich Imanakas Solodebüt Ja zu Gottes Wegen unter Mitwirkung des ERF Studioorchesters unter der Leitung von Christoph Adt. Für den ERF spielte Imanaka auch zahlreiche Titel für dessen Radiosendungen ein, die teilweise bis heute noch nicht auf Tonträger veröffentlicht wurden. Auch weiterhin wirkte er des Öfteren als Solist für Chorprojekte unter anderem für Jochen Rieger und dessen Schulte & Gerth Studiochor für das Dichterportrait um Nikolaus Ludwig Graf von Zinzendorf, erschienen 1989 bei Gerth Medien unter dem Titel Jesu, geh voran.

## Diskografie

### Alben
- Ja zu Gottes Wegen, 1986 (Hänssler Verlag)
- Gott sorgt für dich, ERF-Verlag[3]

### Projekte
- Stern, auf den ich schaue, 1983 (Gerth Medien)
- Du bist unsre Zuversicht, 1983 (ERF-Verlag)
- Jesu, geh voran, 1989 (Gerth Medien)[4]
- Die Weihnachtsfreude, ERF-Verlag

### Kompilationen
- Die Liedertruhe, ERF-Verlag
- Singet: Passion und Ostern im Lied, 1984 (SCM Hänssler)
- Herr, dein Wort, die edle Gabe, 1992 (Gerth Medien)
- Wunschlieder 3, 2000 (SCM ERF-Verlag)
- Auf Gott vertrauen, 2007 (SCM Hänssler)
- Bleibende Schätze, 2007 (SCM Hänssler)
- Lobe den Herren, den mächtigen König. Die 30 beliebtesten Gottesdienstlieder, 2013 (Gerth Medien)